# Evaristo Acevedo
Evaristo Acevedo Guerra (Madrid, 12 de febrero de 1915-Madrid, 31 de enero de 1997) fue un humorista y escritor español.

## Biografía
Al finalizar sus estudios de bachillerato realizó unas oposiciones para maestro y para Aduanas. Tras la muerte de su padre ingresó en el internado de huérfanos de Hacienda, donde le sorprendió la guerra civil. 
En 1940 entró como empleado de Correos. Colaboró esporádicamente en diferentes medios de comunicación hasta que en 1951 empezó en La Codorniz con una sección llamada “La cárcel de papel”, que tendría bastante éxito. En 1953 entró a formar parte de la plantilla de Informaciones donde publicaría una sección humorística diaria llamada “Con gafas destempladas”. Tras obtener el título oficial de periodista, en 1960 ingresó como redactor del diario Pueblo con su sección “El palo y la vela”, donde permaneció hasta su jubilación en 1980, concediéndosele la Medalla al Mérito en el Trabajo.
A lo largo de toda su vida recibió múltiples galardones literarios y fue objeto de numerosos homenajes de reconocimiento a su labor. Falleció de un infarto de miocardio.

## Obra
Escribió aproximadamente diez mil artículos, algunos de ellos bajo seudónimo (Evaristóteles, Fernando Arrieta, Noé). Fue un autor de reconocida ironía y agudo humor. He aquí un ejemplo de ello:

Por entonces [1545] reinaba Don Carlos I de España y V de Alemania, ya que el destino de los hispanos, tanto si son productores como si son emperadores, es tener un pie en España y otro en Alemania. Quizá por eso solemos decir que "los niños vienen de París", punto geográfico que pilla justamente entre las dos piernas.
Evaristo Acevedo

### Humor y ensayo
- Los serenos duermen de noche (1954)
- Los ancianitos son una lata (1955)
- Enciclopedia del despiste nacional (1957)
- 49 españoles en pijama y 1 en camiseta (1959)
- Triunfe en sociedad hablando mal de todo (1963)
- Teoría e interpretación del humor español (1966)
- Cartas a los celtíberos esposados (1969)
- Las sábanas verdes (1971)
- El despiste nacional I, II y III (1970-1972)
- El caso del analfabeto sexual (1972)
- Treinta años de risa, 1940-1970 (1973)
- Un humorista en la España de Franco (1976), autobiográfico

### Teatro
En 1971 le fue concedido el Premio Teatro Cómico Español por su obra Celtíberos sin esposar. Entre otras obras escribió: 
- Celtíberos sin esposar (1969)
- Las sábanas verdes (1974)
- Ya podemos respirar (1975)
- Tres planes sin desarrollo (1976)
- Te espero en el juzgado, vida mía (1985)
- Haz el humor y no la guerra (1986)